# 物品图书馆
物品图书馆（英語：Library of Things）是可供借用的物品的集合，以及任何提供出借这些物品的组织。提供出借的物品通常包括厨房用具、工具、园艺设备和种子、电子产品、玩具、游戏、艺术品、科学实验用具、工艺用品、乐器和娱乐设备。特别适合借用的物品是使用频率不高但存储起来很麻烦的物品，例如专用厨具或小众技术产品。不同的物品图书馆提供的物品差异很大。
物品图书馆运动在许多国家的公共图书馆、学术图书馆和专业图书馆中日益增长。也有不是图书馆的独立组织，例如工具图书馆、玩具图书馆、社区共享中心、独立的非营利组织和个人倡议。 英国托特尼斯的Share Shed正在开发第一个移动的物品图书馆。这些组织通常得到教育计划和公共活动的支持。这些借出中心和物品图书馆是共享经济的一种体现。

## 借出物品

### 美术和工艺品
提供租借艺术品，例如版画、海报、绘画和其他视觉艺术品。此外，许多物品图书馆都提供借用美术或手工艺用品，例如缝纫机、编织工具包、模切机、纸艺工具、珠宝修理和刺绣工具包、剪贴簿工具和纽扣制作工具等等。

### 电子产品
有些图书馆一段时间以前就开始出借电子阅读器、平板电脑和笔记本电脑等电子产品，但现在正在扩大通过物品网图书馆出借的电子产品范围。包括移动热点、投影仪、扫描仪、 GoPro 、绘图板、数字和胶片相机、视频游戏、转换器（把黑胶唱片、盒式磁带和 VHS 转录到数字文件的机器）、绿屏和摄像机等等。

### 乐器
有些物品图书馆出借乐器，通常附有乐谱、调谐器、放大器和教育资源。美国宾夕法尼亚州费城的自由图书馆于2016年推出了乐器收藏，出借包括电吉他、曼陀林、电贝司、四弦琴、原声电吉他和班卓琴等。美国华盛顿州的洛佩斯岛图书馆引进了乐器“动物园”，包括木吉他、电吉他、班卓琴、大提琴、单簧管、短笛、圆号、电子键盘、竖笛、尤克里里、中提琴和小提琴等乐器。美国俄勒冈州杰克逊县的图书馆甚至出借桌上型电子鼓和卡林巴琴。

### 厨房设备
专用的厨房设备，包括食品脱水机、爆米花机、冰淇淋机、专用搅拌机和蛋糕盘等，可供家庭借用。还有空气炸锅、速溶锅和搅拌机等。蛋糕盘和新奇烤盘一直是物品图书馆特别受欢迎的物品，还有许多独立的组织正在创建中。

### 园艺和种子库
不少公共图书馆收藏种子。许多这些图书馆都允许用户在播种的季节“借出”种子；只要他们同意种植借出的种子，然后在收成的时候把种子还到收藏中。一些种子库成为了与美国州政府的农业部门争论的焦点。农业设备、景观美化工具和园艺用品也包含在借出的物品，可能包括耙子、树篱修剪机、修枝剪、吹叶机和割草机等。一些图书馆甚至正在创建社区花园 ，用户可以“借出”其中一块土地来种植植物。

### 家用工具
工具图书馆是许多城市受到欢迎的独立的借用中心，许多传统图书馆也加入了工具收藏供借用。用于家庭装修、建筑和精细木工的手动和电动工具是图书馆的热门借出品，并且通常伴随着教学与活动。
物品图书馆越来越多提供家用监控设备及配套设备，例如热像仪、检漏仪、空气质量计、红外线温度计、能量计和其他监测设备。

### 娱乐休闲用品
一些图书馆提供了休闲用品，有时与当地的公园部门合作。包括钓竿、飞盘和威浮球、观鸟工具和槌球、羽毛球、硬地滚球或匹克球用具。
类似的，一些图书馆也提供社交娱乐的派对用品，包括棉花糖、卡拉OK 机、巧克力喷泉或音箱等。

### 科学用品与创客运动
创客运动对物品图书馆产生了很大影响。有些图书馆可能提供LittleBits 、 Arduino 、 Makey Makey 、 Raspberry Pi 、机器人套件、编程玩具、 3D 打印机、乙烯基切割机、激光切割机等。也有图书馆提供数码显微镜、望远镜、测光表和科学工具包等。

### 玩具
玩具图书馆在美国的历史很长，可以追溯到大萧条时期。有些图书馆已经开始接受玩具收藏，并将娃娃、桌上游戏、拼图、积木和各种其他玩具加入收藏。佛罗里达州的棕榈港公共图书馆收藏了角色扮演游戏，例如《龙与地下城》。

### 其他物品
物品图书馆运动包含了越来越多的项目，包括领带、动物标本、博物馆通行证、甚至圣诞老人服。